# Chiridotea almyra
Chiridotea almyra is een pissebed uit de familie Chaetiliidae. De wetenschappelijke naam van de soort is voor het eerst geldig gepubliceerd in 1955 door Bowman.